# Annette von Droste zu Hülshoff-Stiftung

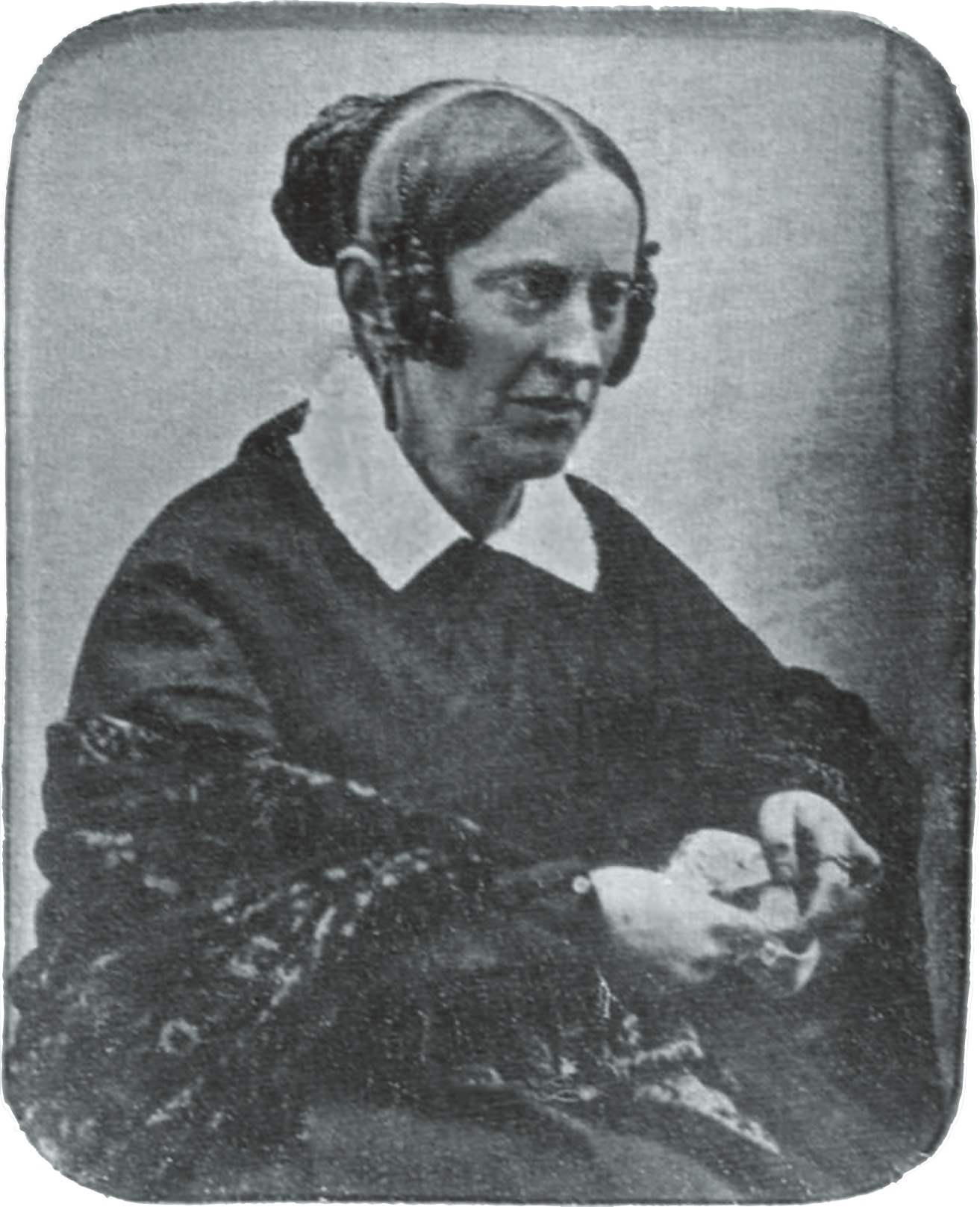
Annette von Droste-Hülshoff

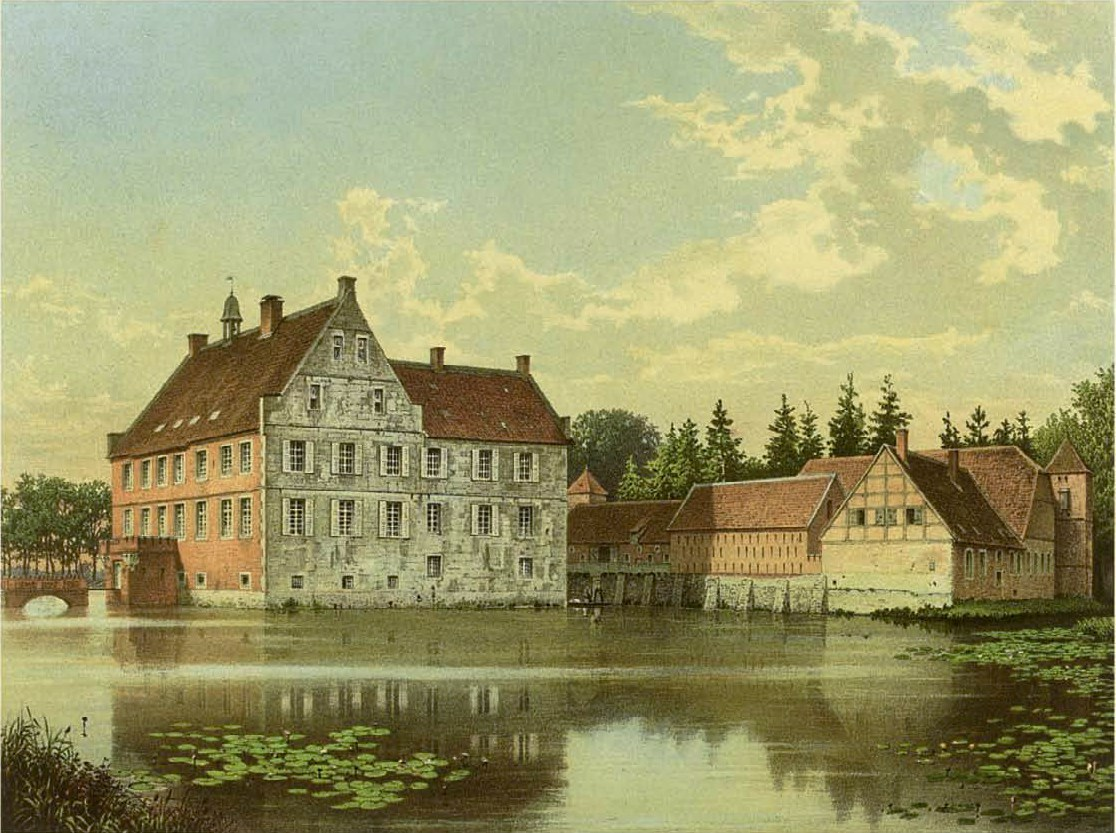
Burg Hülshoff nach Alexander Duncker

Die Annette von Droste zu Hülshoff-Stiftung ist eine nach der Dichterin Annette von Droste zu Hülshoff benannte Stiftung, die dem Erhalt der Wasserburg Hülshoff, der Förderung der mit der Namensgeberin verbundenen kultur- und literaturhistorischen Werte sowie der Unterstützung von Kunst, Kultur, Bildung und Erziehung verpflichtet ist. Die Stiftung wurde im Herbst 2012 gegründet und am 28. September 2012 von der Stiftungsbehörde anerkannt.
Die letzte Eigentümerin der Burg, Jutta Freifrau von Droste zu Hülshoff (* 1926, † 2015), hatte das Anwesen und einen Großteil ihres Sachvermögens in die Stiftung eingebracht. Daneben beteiligten sich der Landschaftsverband Westfalen-Lippe, das Land Nordrhein-Westfalen, der Bund, die Stadt Münster, die Kreise Coesfeld, Warendorf und Borken, die Gemeinde Havixbeck, die Provinzial NordWest, der LVM, die Bertelsmann AG und weitere private Förderer, auch aus dem westfälischen Adel, am Stiftungskapital in Höhe von 19,3 Mio. Euro. Damit kann der Erhalt der Burganlage und deren öffentliche Zugänglichkeit dauerhaft gesichert werden. Auch das wenige Kilometer entfernte Rüschhaus, auf dem die Dichterin ab 1826 wohnte, wurde der Annette von Droste zu Hülshoff-Stiftung zur Nutzung überlassen. Der von der Schriftstellerin oft begangene Weg zwischen den beiden Adelssitzen soll zu einem „erlebnisreichen Lyrikweg“ ausgebaut werden.